# The Adults Are Talking
"The Adults Are Talking" é uma canção da banda de rock americana The Strokes, e a faixa de abertura de seu sexto álbum de estúdio, The New Abnormal, lançado em 2020. Foi lançada nas rádios alternativas como o quarto single do álbum em 3 de novembro de 2020.
A canção foi produzida por Rick Rubin e creditada por todos os membros da banda, além de composição pelo vocalista, Julian Casablancas. É uma música classificada como de new wave, indie rock e pós-punk com letras politicamente carregadas que Casablancas canta tanto com vocais suaves quanto em falsete .

## Recepção
O New York Times classificou a faixa "The Adults Are Talking" como a 19ª melhor música do ano em 2020.
Mesmo antes do lançamento do álbum, o The Independent classificou a música como a 20ª melhor da banda. Em fevereiro de 2023, o The Guardian classificou-a como a quinta melhor música já lançada pela banda e escreveu: "Uma coisa impressionante sobre The New Abnormal foi o quão contemporâneo o The Strokes soou, 22 anos depois do inicio de sua carreia, sendo um ponto comprovado quando sua faixa de abertura rápida, mas incrivelmente discreta, se tornou um sucesso viral."

### Desempenho nas paradas
Comercialmente, a canção chegou a oitava posição na parada Hot Rock & Alternative Songs da Billboard dos Estados Unidos.